# Vlajka Georgie

Georgijská vlajka
Poměr stran: 2:3

Vlajka Georgie, jednoho z federálních států USA, je tvořena listem o poměru stran 2:3 se třemi vodorovnými pruhy: červeným, bílým a červeným. V horním rohu vlajky je modré karé obsahující 13 bílých pěticípých hvězd vytvářejících kruh. Každá z hvězd je pootočena tak, aby dva její cípy směřovaly do kruhu a ostatní tři ven. Uvnitř kruhu je vnitřní část lícové strany státní pečeti Georgie, zobrazující tři sloupy podepírající klenbu s nápisem CONSTITUTION (česky Ústava), které jsou omotány stuhami se státním mottem: WISDOM, JUSTICE, MODERATION (česky Moudrost, spravedlnost a umírněnost). U prostředního sloupu stojí na stráži muž oblečený v koloniálním oděvu, jako voják z americké revoluce. V ruce drží meč. Pod tímto znakem je motto: IN GOD WE TRUST (česky Věříme v Boha).
Sloupy, symbolizující tři pilíře vlády: zákonodárnou, výkonnou a soudní. Počet hvězd symbolizuje spojení třinácti původních států USA. Meč symbolizuje obranu ústavy.

## Historie
Georgie svou vlajku často měnila, je také na prvním místě v USA v počtu změn svých státních vlajek.[zdroj?]
Současná vlajka byla  přijata 8. května 2003.

Neoficiální vlajka Georgie (do roku 1879) Poměr stran: ~2:3
Státní vlajka Georgie (1879–1902) Poměr stran: 3:5
Státní vlajka Georgie (1902–1906) Poměr stran: 11:16
Státní vlajka Georgie (1906–1920) Poměr stran: 3:5
Státní vlajka Georgie (1920–1956) Poměr stran: 3:5
Státní vlajka Georgie (1956–2001) Poměr stran: 2:3
Státní vlajka Georgie (2001–2003) Poměr stran: 2:3

## Slib věrnosti
| „ | I pledge allegiance to the Georgia Flag and to the principles for which it stands: Wisdom, Justice, Moderation! | “ |

| „ | Slibuji věrnost vlajce Georgie a zásadám, které představuje: Moudrost, spravedlnosti, umírněnost! | “ |